# Katherine Scholes
Katherine Scholes (* 5. Juli 1959 in Tansania) ist eine australische Schriftstellerin.

## Leben
Katherine Scholes wurde auf einer Missionsstation in Tansania geboren. Nachdem sie einen Großteil ihrer Kindheit dort verbracht hatte, zog sie nach England und anschließend nach Tasmanien, wo sie heute mit ihrem Mann, dem Filmemacher Roger Scholes, und ihren zwei Söhnen lebt.
In Deutschland wurde sie 1996 mit ihrem ersten Kinderbuch „Sams Wal“ („The boy and the Whale“) bekannt. Für ihr Debüt erhielt sie den Whitley Book Award und kam auf die Auswahlliste für den australischen Kinderbuchpreis. Für „The Blue Chameleon“ bekam Katherine Scholes den New South Wales State Literary Award.
Scholes' Romane „Die Traumtänzerin“ und „Die Regenkönigin“ sind internationale Bestseller.
In ihren Romanen geht es fast ausschließlich um die Beziehung zwischen Mutter und Tochter. 
Mit ihrem Mann produzierte sie Spielfilme, die in Tasmanien spielen.

## Werke (Auswahl)

### Romane
- 1989: The Blue Chameleon
- 1996: Make me an Idol (dt. Die Traumtänzerin, Knaur 2006).
- 2000: The Rain Queen (dt. Die Regenkönigin, Knaur 2005).
- 2006: The Stone Angel (dt. Die Sturmfängerin, Knaur 2006).
- 2009: The Hunter's Wife (dt. Roter Hibiskus, Knaur 2009).
- 2013: The Perfect Wife (dt.  Die Traummalerin, Knaur 2013)

### Kinder- und Jugendbücher
- 1987: The Boy and the Whale, (dt. Sams Wal, Ravensburger Verlag 1996).
- 1989: The landing: A night of birds (dt. Die Nacht der Vögel, Ravensburger Verlag 2005).